# Jens Schielderup Sneedorff
Jens Schielderup Sneedorff, né le 22 août 1724 et mort le 5 juin 1764, est un écrivain danois, professeur de science politique et enseignant du prince, figure centrale du siècle des Lumières du Royaume du Danemark et de Norvège.